# 尖叫60度
尖叫60度（英語：Shrieking Sixties、Screaming Sixties）是南緯60度到70度間海域的俗稱，南美洲最南端的火地島和南極大陸最北端的南極半島之間的德雷克海峽屬於此範圍，在這個緯度帶上因為沒有阻擋西風和洋流（南極繞極流）的陸地，風浪比咆嘯40度、狂暴50度更強，風暴同時也會侵襲到南極大陸沿岸。